# Машинобудівна вулиця (Київ)
Машинобудівна́ ву́лиця — вулиця в Солом'янському районі міста Києва, місцевости Грушки, Караваєві дачі. Пролягає від житлової забудови поблизу вулиці Вадима Гетьмана до вулиці Миколи Василенка. 
Прилучаються вулиці Деснянська, Дністровська, Гарматна, Грушецька і Чугуївський провулок.

## Історія
Вулиця виникла наприкінці XIX століття, мала назву 5-та Дачна вулиця (5-та Дачна лінія). З 1955 року — Машинобудівельна вулиця. Пролягала до Борщагівської вулиці. У нинішніх межах — з 1982 року. У довідниках «Вулиці Києва» починаючи з 1975 року наведена під нинішньою назвою. З 2005 року набула назву вулиця Георгія Гонгадзе, на честь журналіста Георгія Гонгадзе. Сучасну назву відновлено 2007 року.

## Установи
- 5-та київська державна нотаріальна контора (буд. № 8).
- Завод експериментальних промислових технологій (буд. № 46).
- Київський завод скловиробів (буд. № 42).

## Зображення

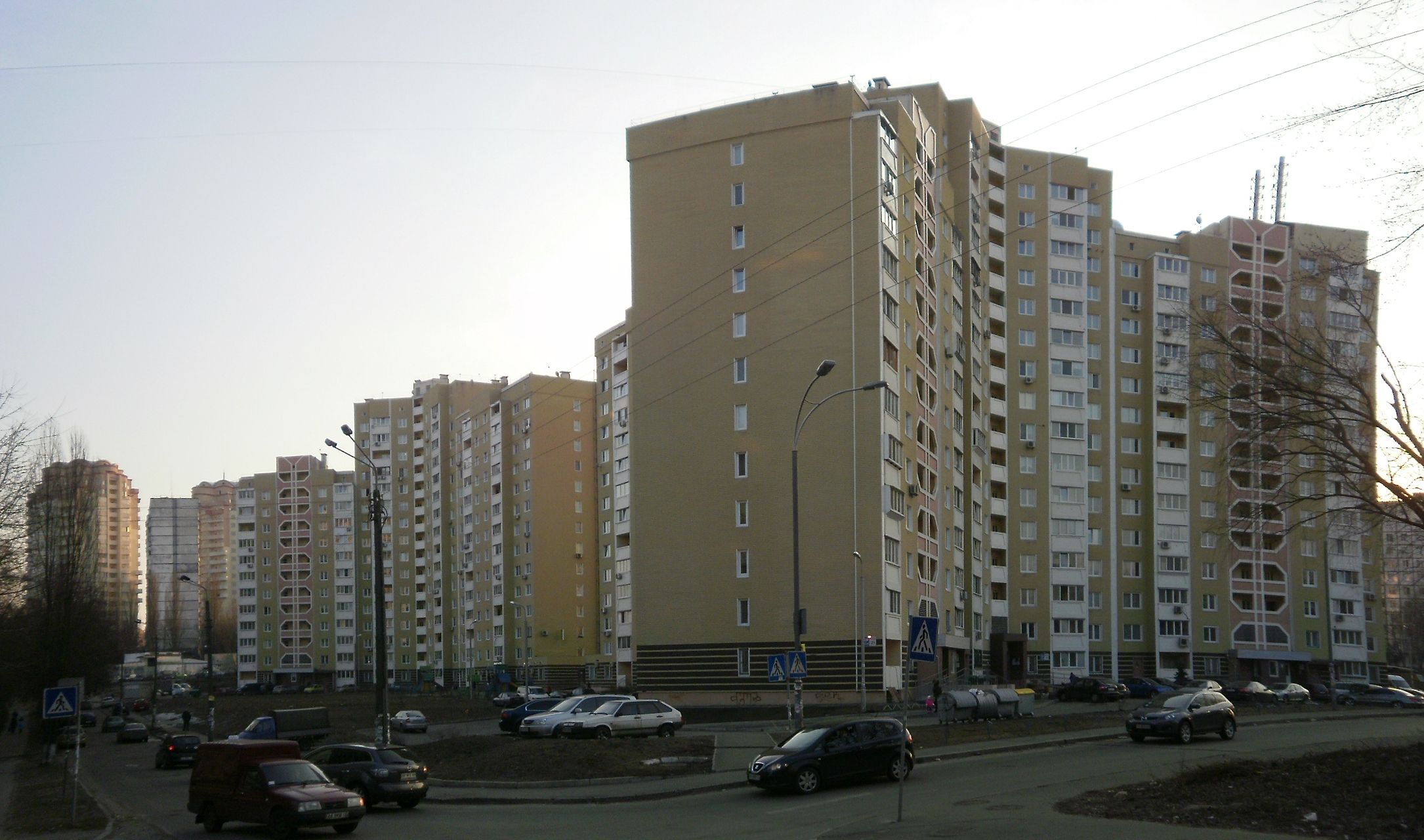
на розі з вул. Деснянською № 21, за ним 21а – обидва будинки серії КТУ 2006 р.
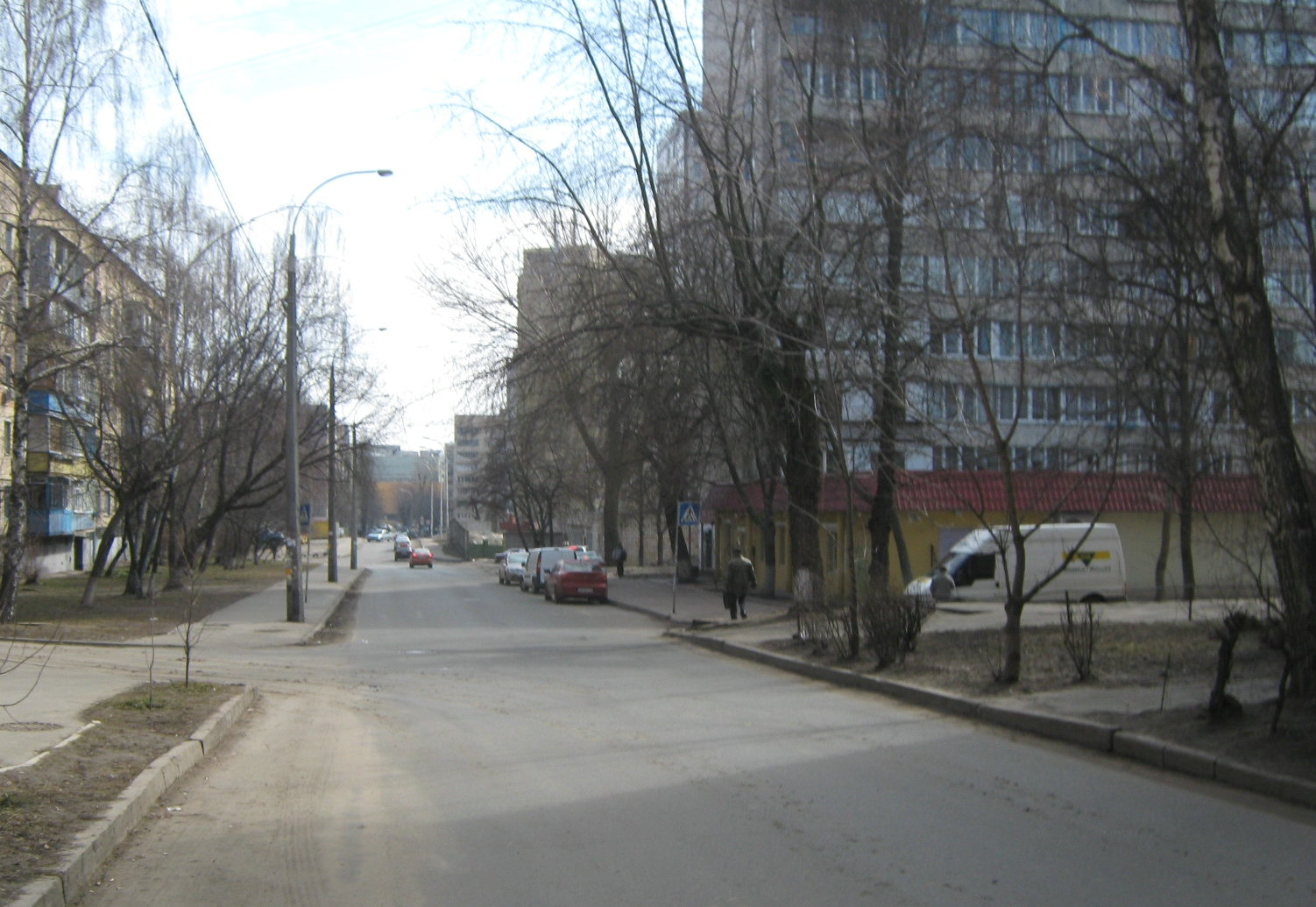